# イスマエル・バローゾ
イスマエル・バローゾ（Ismael Jose Barroso Bernay、1983年1月27日 - ）は、ベネズエラのプロボクサー。エル・ティグレ出身。元WBA世界スーパーライト級暫定王者。元WBA世界ライト級暫定王者。世界2階級制覇王者。イスマエル バロッソとも表記される。

## 来歴

### ライト級
2005年8月13日、アラグア州マラカイのシルクロ・ミリタルでカルロス・カルデナスとデビュー戦を行い、4回判定で引き分けた。
2008年3月31日、デビュー戦から2年7ヵ月ぶりに試合を行い、ペタレのヒムナシオ・モチョ・ナバスでラファエル・メイと対戦し、プロ初勝利となる初回TKO勝ちを収めた。
2011年6月2日、パナマシティのヴェネト・ア・ウィンダム・グランド・ホテルでアディ・サンチェスとWBAフェデボルライト級王座決定戦を行い、5回45秒KO勝ちを収め王座獲得に成功した。
2012年3月30日、パナマシティのアレナ・ロベルト・デュランでフリオ・カマノとWBAフェデボルライト級タイトルマッチを行い、5回1分5秒TKO勝ちを収めWBAフェデボル王座の初防衛に成功した。
2012年4月28日、アラグア州マラカイのコリセオ・エル・リモンでホセ・ミゲル・パヤレスとWBAフェデボルライト級タイトルマッチを行い、2回KO勝ちを収めWBAフェデボル王座の2度目の防衛に成功した。
2012年10月27日、カラカスのヒムナシオ・ホセ・ベラカーサでオスカル・アレナスとWBAフェデラテンライト級暫定王座決定戦を行い、初回1分31秒KO勝ちを収め王座獲得に成功した。
2013年10月26日、サンホセ州アティージョのスポーツシティジムでウィルソン・カンポスと対戦し、4回KO勝ちを収めWBAフェデラテン暫定王座の初防衛に成功した。
2015年3月13日、ニューヨーク州ウェストベリーでイスフ・キンダとNABA北米ライト級暫定王座決定戦並びにNABO北米ライト級暫定王座決定戦を行い、6回3秒TKO勝ちを収め両団体の暫定王座獲得に成功した。
2015年4月18日、リヴァプールのリヴァプール・オリンピアでWBA世界ライト級4位のデリー・マシューズと対戦予定だったWBA世界ライト級正規王者のリカルド・アブリルが病気を理由にマシューズ戦をキャンセルし、アブリルが休養王座に認定され、WBA世界ライト級暫定王者のダーリー・ペレスが正規王座に認定され、マシューズのアブリル戦の代替試合としてWBA世界ライト級暫定王座決定戦を行う予定だったが、バローゾへのイギリス入国ビザの発給が間に合わず、試合は中止となった。
2015年8月21日、WBAはWBA世界ライト級暫定王者でWBA世界同級1位のデリー・マシューズと同級2位のイスマエル・バローゾの間で行われるWBA暫定世界同級タイトルマッチの入札を同年9月1日の午前11時にWBA本部で行うと発表した。最低入札価格は125000ドルで、報酬の75%はマシューズに分配され、残りの25%がバロッソに分配される事になった。 
2015年8月26日、WBAはWBA世界ライト級暫定王者でWBA世界ライト級1位のデリー・マシューズとWBA世界ライト級2位のイスマエル・バローゾが同年11月に対戦することで合意したと発表した。
2015年11月14日、イングランドでWBA世界ライト級暫定王者でWBA世界ライト級1位のデリー・マシューズと対戦し王座獲得を目指していたが、マシューズがWBO世界ライト級王者テリー・フラナガンとの対戦交渉に入ったためマシューズ戦は中止となった。
2015年12月12日、O2アリーナでデリー・マシューズの王座返上に伴いWBA世界ライト級10位のケビン・ミッチェルとWBA世界ライト級暫定王座決定戦を行い、4回に1度、5回に2度の計3度のダウンを奪い5回2分47秒TKO勝ちを収め王座獲得に成功した。
2016年5月7日、マンチェスターのマンチェスター・アリーナでWBA世界ライト級王者アンソニー・クローラと団体内王座統一戦を行い、初黒星となる7回1分31秒の逆転KO負けを喫し王座統一による初防衛に失敗、5ヵ月保持してきた暫定王座はクローラの正規王座に吸収される形で消滅した。

### スーパーライト級
2023年5月13日、ネバダ州ラスベガスのザ・コスモポリタン内チェルシー・ボール・ルームで、WBA世界スーパーライト級5位のロランド・ロメロとWBA世界スーパーライト級王座決定戦を行い、レフェリーストップによる9回2分41秒TKO負けを喫し2階級制覇に失敗した。しかし、8回までのジャッジのスコアでバローゾがリードしていたバローゾ優勢の試合展開の中で、パンチがほぼ当たっていなかったにもかかわらずレフェリーのトニー・ウィークスが不可解なレフェリーストップで試合を止めたために物議を醸した。
2023年12月2日、ヒューストンのトヨタセンターで、WBA世界スーパーライト級1位のオハラ・デービスとWBAが暫定王座廃止以降初となるWBA世界スーパーライト級暫定王座決定戦を行う事となったが、デービスのビザの遅延により延期が発表された。
2024年1月6日、ネバダ州ラスベガスのヴァージン・ホテルズ・ラスベガスにて、バージル・オルティス・ジュニア対フレデリック・ローソンの前座で、WBA世界スーパーライト級1位のオハラ・デービスと仕切り直しのWBA世界スーパーライト級暫定王座決定戦を行い、初回1分53秒TKO勝ちを収め王座獲得に成功、暫定ながら2階級制覇を果たした。
2024年9月3日、日本のリングに初登場。有明アリーナで行われた井上尚弥 対 テレンス・ジョン・ドヘニー戦興行の前座においてWBA世界スーパーライト級6位の平岡アンディと対戦。しかし、バローゾの持つWBA暫定王座について試合を管轄したJBCが暫定王座は正当性がなく非公認であることから試合はWBA暫定世界同級タイトルマッチではなく、バローゾが勝利した場合は王者のホセ・バレンズエラの指名挑戦権を獲得し防衛記録にカウントされないながら暫定王座を保持、平岡が勝利した場合は規定により暫定王座を剥奪することを条件にWBA世界同級挑戦者決定戦として行われ、6回に右フックでダウンを奪われ8回中に左クロスで平岡の右目下をカットさせるも、続く9回にダウンを2度奪われその直後にバローゾ陣営が棄権の意思表示をしたため9回2分58秒TKO負けを喫しバレンズエラへの挑戦権を獲得できず、暫定王座も剥奪された。

## 獲得タイトル
- WBAフェデボルライト級王座
- WBAフェデラテンライト級暫定王座
- NABA北米ライト級暫定王座
- NABO北米ライト級暫定王座
- WBA世界ライト級暫定王座（防衛0）
- WBAインターコンチネンタルスーパーライト級王座
- WBA世界スーパーライト級ゴールド王座
- WBA世界スーパーライト級暫定王座（防衛0=剥奪）